# 里加工业大学
里加工业大学（缩写RTU），亦称“里加科技大学”，是波罗的海国家中最古老的理工类大学，位于拉脱维亚首都里加，是目前拉脫維亞国际排名最高的大学。

## 历史
里加工业大学最初是19世纪中叶在今拉脱维亚境内筹备建立的一所私立理工高等学校。1861年5月获得亚历山大二世 (俄国)批准开设里加理工高等学校，这是当时俄罗斯帝国疆域内的第一所多学科工程类学院，开办了六个系，仅招收男生，第一批授课教师来自瑞士，德国和奥匈帝国，使用德语授课。1862年10月14日，招收的第一批学生正式入学上课，这一天也被认为是里加工业大学的诞生日。
截至1896年，里加理工学院共培养了4941名学生。1896年5月6日尼古拉二世 (俄罗斯) 颁布法令将里加理工高等学校改制成为公立的里加理工学院，并改用俄语授课。
第一次世界大战爆发后，学院被迫迁往莫斯科，坚持教学及研究至1918年。
1919年初，以里加理工学院的五个系（除了商业系）为基础，在里加组建成立拉脱维亚学院（Latvijas Augstskola），1923年起更名为“拉脱维亚大学”。随后的40多年时间内，拉脱维亚的工程类高等教育基本都由拉脱维亚大学（1945年改名为“拉脱维亚国立大学”）来承担。
1958年，拉脱维亚国立大学的工程类学科又独立出来，成立了里加理工学院，学院采用俄语和拉脱维亚语进行教学。1990年3月19日，里加理工学院更名为里加工业大学。2017年里加工业大学拥有在校生14,672人，国际学生2353人。

## 院系设置
里加工业大学设有8个学院，分别是：建筑与城市规划学院、土木工程学院、计算机科学与信息技术学院、能源与电机工程学院、电子与电信学院、工程经济与管理学院、材料科学与应用化学学院、以及交通与机械工程学院。另有人文研究所和语言研究所负责这两方面的教学工作。
此外，里加工业大学在陶格夫匹尔斯、利耶帕亚和文茨皮尔斯三地设有分校。

## 国际交流
里加工业大学参与了欧盟的伊拉斯谟（Erasmus）项目，与欧洲各国的100多所学校开展人员交流活动。
里加工业大学波罗的海区域大学网络（BSRUN）的成员学校；此外，还是BALTECH的成员学校，通过该组织与芬兰、瑞典、爱沙尼亚和立陶宛等国的多所理工类大学进行合作。
里加商学院由里加工业大学和美国纽约州立大学布法罗分校以及加拿大渥太华大学合作办学。
里加工业大学2012年参与欧洲核子研究组织（European Organization for Nuclear Research，简称为CERN研究)的科研项目，并是承担作为拉脱维亚政府驻欧洲核子研究组织的代表。2016年里加工业大学和拉脱维亚政府正式与欧洲核子研究组织签订合作协议，参与高能物理与粒子加速技术以及材料工程物理学等领域研究。

## 著名校友
- 瓦尔迪斯·东布罗夫斯基斯 拉脱维亚总理 （2009年3月-2014年1月）
- 安德里斯·贝尔津什 拉脱维亚总统 （2011年7月8日－2015年7月8日）
- 威廉·奥斯特瓦尔德 诺贝尔化学奖 1909年
- 卡尔·威廉姆·里特（英语） 瑞士工程师，苏黎世联邦理工学院校长（1887-1891）
- 弗里德里希·灿德尔 航天学家，火箭和太空飞行的先驱
- 伊格纳齐·莫希奇茨基 波兰化学家和政治家，任波兰总统（1926年－1939年）
- 齐格弗里兹·安纳·梅耶罗维茨（英语） 拉脱维亚总理（1921-1923）
- 胡戈·塞尔明斯（英语） 拉脱维亚总理（1877-1941）
- 阿尔弗雷德·罗森堡 德国政治家
- 乔治·阿米斯特德（英语） 里加市市长（1901-1912），在任期间将里加市从波罗的海小城市建设成为欧洲主要城市。
- 布鲁诺·阿巴卡诺维奇（英语） 波兰数学家和发明家
- 瓦迪斯瓦夫·安德斯 波兰将军，波兰流亡政府的主要政治家
- 保罗·瓦尔登（英语） 著名化学家
- 兹比格涅夫斯·斯坦克维奇斯（英语） 天主教里加总教区主教（2010-）